# 腓尼基人发现美洲论
腓尼基人发现美洲论是哥伦布时代前的跨大洋接触的边缘理论之一。它声称新世界的人和腓尼基人或其他闪米特人在前1千年就有了接触。这一理论还引向了其他的更为特殊的理论。

## 20世纪前的理论
腓尼基人发现美洲这一理论曾流行于18和19世纪。在18世纪晚期，有一些人曾推测过戴顿岩上的岩画的来源。当时的耶鲁学院校长埃兹拉·斯泰尔斯相信它们是希伯来文。塔罗牌的现代使用的发起者安托万·库尔·德·热伯兰在《原始世界》中主张，它们是古代的一群来自迦太基的水手在造访了马萨诸塞海岸之后留下的纪念。
在19世纪，以色列人造访美洲的信仰在摩尔门教中被牢固确立。他们相信约瑟的后人缪莱克在逃离犹大后，去了今天的美洲，并在那里建立了一个新的文明。罗斯·泰勒·克里斯滕森提出理论说，《摩尔门经》中的缪莱克一族人“大多数人的种族来源都是腓尼基人”。
约翰·丹尼森·鲍德温在他1871年的书《古代美洲》中说：
已知的腓尼基族的进取心，和对美洲的这一古老的了解，被表达得如此地多方面，这强烈地鼓励了人们假设称，腓尼基人来到了这片大陆，找到了变为了废墟的城市，并在该地区建立了殖民地，给那里填充了开化的生活。被坚决主张的是，他们航行于“大外洋”，并且如此的航海家们一定穿越了大西洋；此外，类似于腓尼基人的象征性图案的东西在美洲的废墟中被找到了，并且当地的墨西哥人和中美洲人的老传统描述说，第一批开化者是“有胡子的白人”，他们“乘船从东方来”。

在19世纪70年代，在巴西帕拉伊巴有一处石头铭文被发现了；从那时起，对它的各种各样的抄写和解释总是会定期地广泛地引发人们的想象。有一份抄写本被巴西国家博物馆的负责人拉迪斯劳·德·索扎·梅洛·内托看见了。内托相信了该铭文是真的并接受了它，但是后来它又被宣称是一场骗局，于是内托退还了它并指责了那些制造它的外国人。不过，在20世纪60年代，居鲁士·赫茨尔·戈登宣称该铭文是真的，并提供了一份译本，它的开头是：“我们是来自贸易国王城市的西顿迦南人……”

## 20世纪的理论

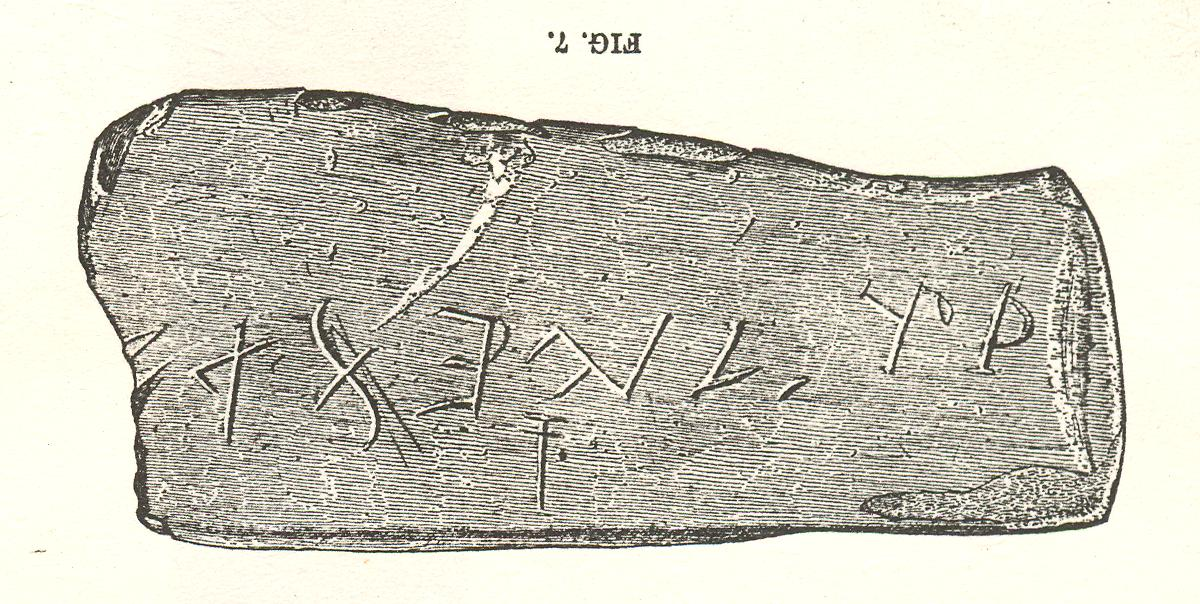
巴特溪铭文的平版印刷品。居鲁士·赫茨尔·戈登相信它是古希伯来文。

在20世纪，该理论的支持者包括居鲁士·赫茨尔·戈登、约翰·菲利普·克黑恩、罗斯·泰勒·克里斯滕森、巴里·费尔及马克·麦克梅纳明。戈登相信，古希伯来铭文在美国东南部的两个地方被找到了，这暗示了犹太人在哥伦布之前就抵达了那里。这一推测相关的发现品之一便是巴特溪铭文。戈登相信那些铭文是古希伯来文，但是那些铭文被普遍认为是伪造的。另一个被宣称支持闪米特人发现美洲论的发现品是洛斯卢纳斯诫文石，它也被视为了一件伪造品。
在1996年，马克·麦克梅纳明提出了一个理论说，腓尼基水手大约在公元前350年发现了新世界。腓尼基城邦迦太基在公元前350年铸造了金斯塔忒耳。对于这些钱币背面的刻记处上的图案，麦克梅纳明将之解释为 一张地中海的地图，并且在其中，美洲被显示为向西跨过了大西洋之处。麦克梅纳明之后证实了在美国找到的所谓的迦太基钱币其实是现代的伪造品。
关于腓尼基人或迦南人或迦太基人出现在新世界的各种各样的理论都在被争论着，它们的证据在1979年被马歇尔·麦卡西克在《圣经考古学家》上评论并驳回；他评述说，“在这年头，每个人都想成为自己的权威，而个人在文化选择上的搜寻，似乎使得每一个想法或理论在价值上都是平等的。”

## 最近的发展
在2012年7月，英国人菲利普·比尔宣告计划驾驶他复制的腓尼基小船穿越大西洋以驗證可能性，并且比尔事先已经用他的小船环航了非洲。
在2013年1月，历史频道播放了一集名为《美国巨石阵》的《美国出土》，这一集讲了美国巨石阵遗址，并论述了腓尼基人殖民北美洲的理论。

## 学术评价
格伦·马科说，到底腓尼基人是否曾抵达了美洲“也许永远不会被知晓”。他评论道：
铭文形式的证据，比如在巴西北部的帕拉伊巴找到的著名的所谓的腓尼基文本，依然是不太像是真的。而另一块详述了一群来自西顿的人因暴风的驱使而登陆的铭文石，很早前就被认为是一件聪明的伪造品了。如果这样的一场决定性的远征真地发生过，那么要找证据的话，则更有可能找到的是一些腓尼基人的陶器碎片。